# Howietoun Fishery

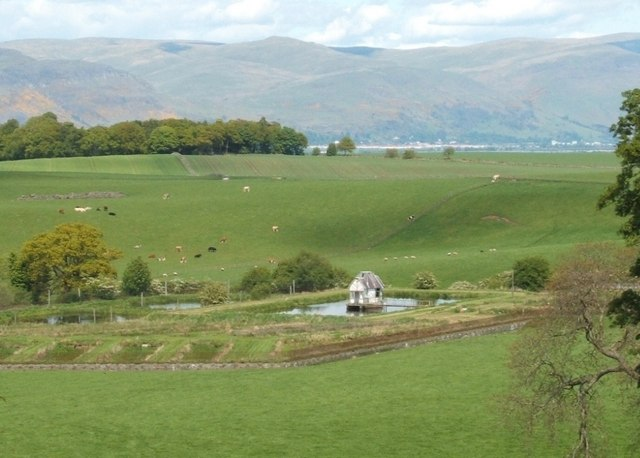
Blick über die Howietoun Fishery mit dem „Sommerhaus“

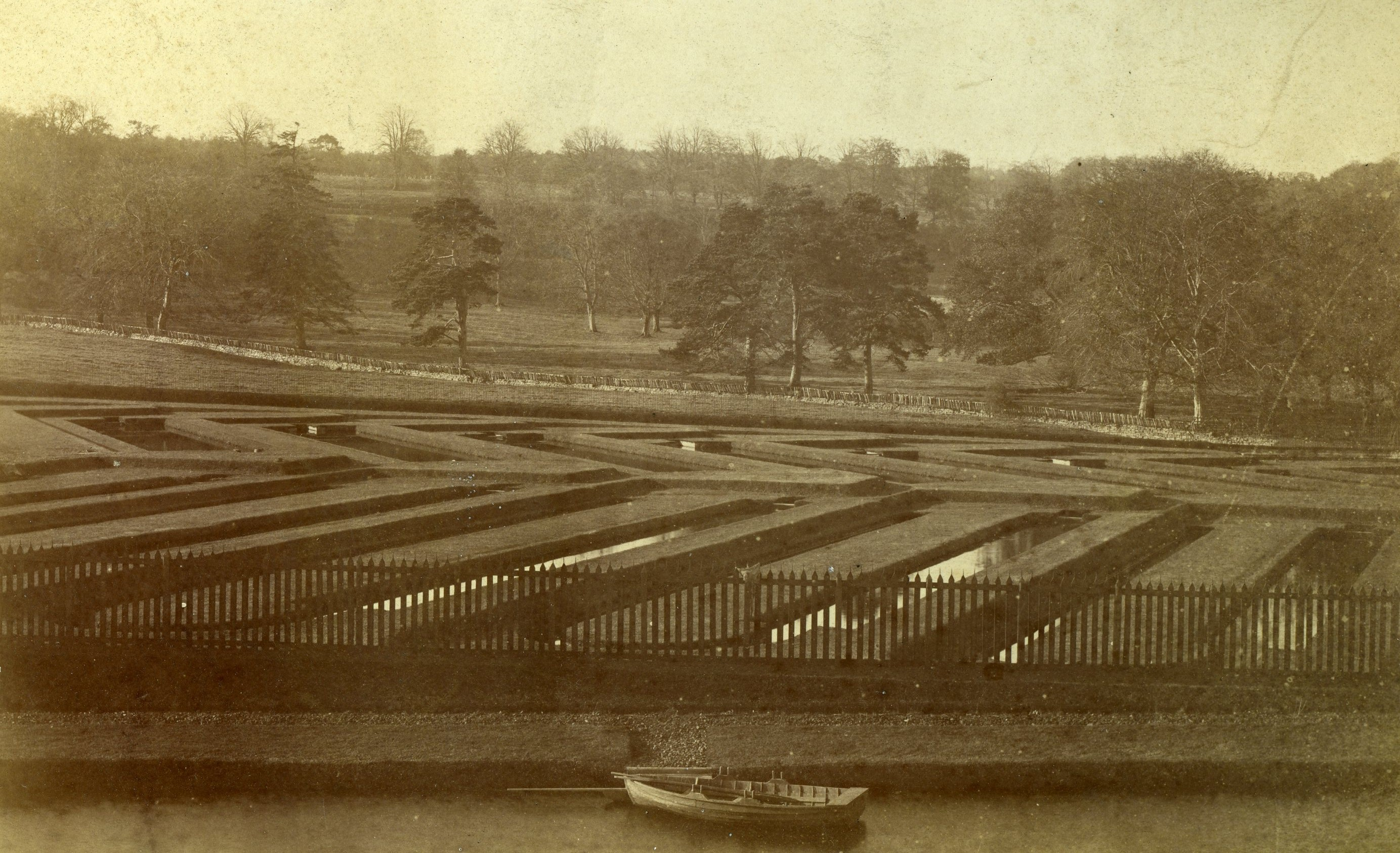
Historische Aufnahme einiger Zuchtbecken

Die Howietoun Fishery ist eine Fischfarm nahe der schottischen Stadt Stirling in der gleichnamigen Council Area. 1981 wurde das Bauwerk in die schottischen Denkmallisten zunächst in der Kategorie B aufgenommen. Die Hochstufung in die höchste Denkmalkategorie A erfolgte 2003. Des Weiteren bildet die Howietoun Fishery zusammen mit der Milnholm Hatchery, einer Fußgängerbrücke und einer ehemaligen Mühle ein Denkmalensemble der Kategorie A. Die zugehörige Milnholm Hatchery ist separat ebenfalls als Kategorie-A-Bauwerk klassifiziert.

## Geschichte
In den 1860er Jahren existierten in Schottland bereits Fischfarmen. Zu dieser Zeit waren jedoch noch keine optimierten Zuchtverfahren bekannt, sodass ihr wirtschaftliches Potential nicht ausgenutzt wurde. Auf seinem Anwesen begann James Maitland, the 4. Baronet of Barnton, Sauchie and Bannockburn einen wissenschaftlichen Ansatz zur Fischzucht zu verfolgen. Hierzu richtete er zu Beginn der 1870er Jahre die Howietoun Fishery zunächst als Experimentalbetrieb ein. Bis 1873 hatte Maitland ein verbessertes Verfahren entwickelt und begann die Forellenzucht kommerziell zu betreiben. In den folgenden Jahren wuchs der Betrieb sukzessive. In den 1880er Jahren war ein Verfahren zum Versand von Laich entwickelt. Dieser wurde bis nach Australien, Neuseeland und in die Vereinigten Staaten verschifft, wodurch die Forelle in diesen Ökosystemen teils erstmals eingeführt wurde. Zur Aufzucht wurde 1881 die nur wenige Kilometer entfernte Milnholm Hatchery errichtet. Die Howietoun Fishery gilt als die erste Fischfarm, die mit wissenschaftlich optimierten Verfahren kommerziell betrieben wurde.
Nachdem das zuvor in Familienbesitz befindliche Anwesen 1967 zerschlagen worden war, wurde der Betrieb eingestellt. 1979 übernahm die Universität Stirling die Anlage mitsamt ihrem historisch bedeutenden Archiv. In den 1980er Jahren wurden Mittel zur Etablierung einer Lachszucht zur Verfügung gestellt. Die Fischfarm liefert jährlich rund 50.000 Forellen und 700.000 Lachse.
2008 wurde die Einrichtung in das Register gefährdeter denkmalgeschützter Bauwerke in Schottland aufgenommen. 2018 wurde der Zustand als schlecht bei gleichzeitig moderater Gefährdung eingestuft.